# George Chapman
George Chapman (asi 1559 Hitchin – 12. května 1634 Londýn) byl anglický dramatik, překladatel a básník. Jeho práce ukazuje vliv antického stoicismu. Je považován za předchůdce metafyzických básníků 17. století. Dobře ovládal latinu i řečtinu, nejvíce se proslavil svými překlady Homérovy Iliady a Odyssey. Byl Shakespeareovým současníkem a William Minto se domnívá, že právě Chapman je "básníkem rivalem", kterého Shakespeare zmiňuje ve svých sonetech. Existují domněnky, že navštěvoval Oxfordskou univerzitu, aniž by získal titul. Pronásledovaly ho dluhy, kvůli nimž strávil nějaký čas i ve vězení, a marně hledal pro svou literární práci mecenáše. Zúčastnil se vojenských akcí v Nizozemí, kde bojoval pod generálem Francisem Verem. Jeho náhrobek vytvořil architekt Inigo Jones.

### Divadelní hry
- The Blind Beggar of Alexandria (1596)
- An Humorous Day's Mirth (1597)
- Charleymayne, or the Distracted Emperor (1600)
- Sir Giles Goosecap (1601)
- Bussy D'Ambois (1603)
- Caesar and Pompey (1604)
- All Fools (1604)
- Eastward Hoe (1605)
- Monsieur D'Olive (1605)
- The Widow's Tears (1605)
- The Gentleman Usher (1606)
- The Conspiracy and Tragedy of Charles, Duke of Byron (1608)
- May Day (1609)
- The Revenge of Bussy D'Ambois (1610)
- The Tragedy of Chabot, Admiral of France (1612)
- Rollo Duke of Normandy (1612)
- The Memorable Masque of the Middle Temple and Lincoln's Inn (1613)